# Museo del Palacio Real

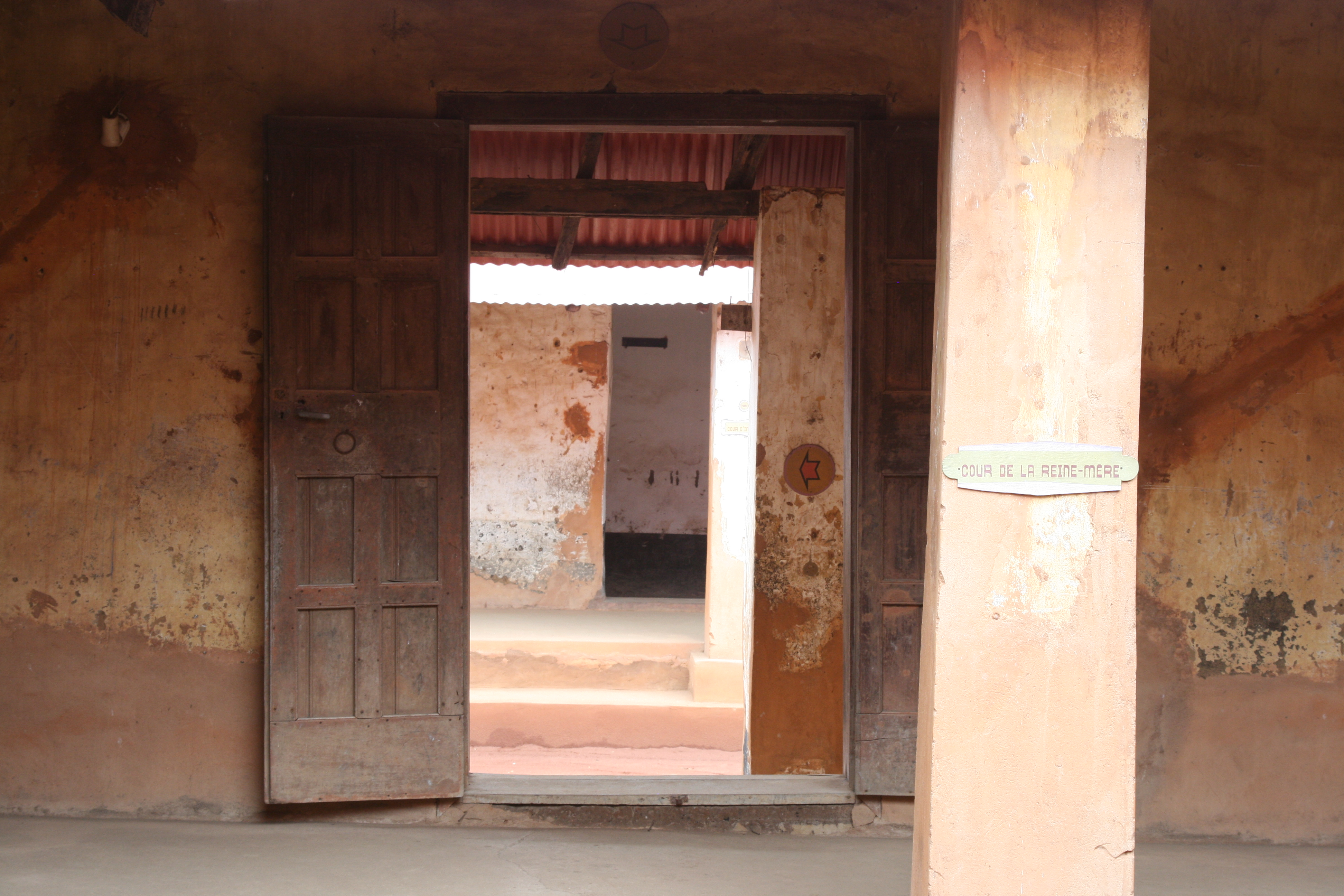
Palacio Real, "Casa Museo"

El Museo del Palacio Real también conocido como el "Palacio del Rey Toffa" y más recientemente "Museo Honme", es un museo en la ciudad de Porto Novo, la capital del país africano de Benín. Contiene un ejemplo de un Alounloun y la mayoría de las exhibiciones están relacionados con el período del Rey Toffa.